# 苏毅然
苏毅然（1918年11月5日—2021年6月7日），原名王安邦，男，汉族，四川苍溪人，中华人民共和国政治人物。
曾任中共山东省委书记、中共山东省顾问委员会主任，原第十三屆中共中央顧問委員會委员。

## 生平

### 中华民国时期
1918年11月5日苏毅然在四川省广元市苍溪县龙山镇文柏村出生。1933年6月加入中国工农红军，负责征税。1935年2月，随红四方面军进行长征，路过渭河时，险些溺亡，被杜长天救活。1936年2月加入中国共产主义青年团，此后抵达延安，进入中共中央党校，1936年12月转入中国共产党。抗日战争期间，任中共北方分局社会部机秘书主任。1944年，任平西地委社会部部长。1945年，任河北省张家口市公安局副局长（局长为许建国）；同年11月，升任局长。1949年，调任皖南区党委社会部部长等职。

### 中华人民共和国时期
中华人民共和国成立后，任安徽省公安厅厅长。1958年，任中国共产党安徽省委员会书记处候补书记、安徽省人民委员会副省长。1961年，调任中国共产党山东省委员会书记处书记。1970年，任山东省革命委员会副主任。1979年，任山东省人民政府省长。1982年，任中国共产党山东省委员会书记，兼任山东省军区第一政委。1985年6月任中共山东省顾问委员会主任。1987年11月当选为中国共产党中央顾问委员会委员。1998年2月离休。

## 逝世
2021年6月7日上午5时14分在山东省济南市齐鲁医院逝世，享嵩寿102岁。
2021年6月11日下午14时在济南殡仪馆第一告别厅举行遗体告别仪式，刘家义、李干杰、付志方、杨东奇和赵志浩、姜异康、陆懋曾、李春亭、韩寓群、陈光林等，前往送别或以其他方式表示哀悼。
官方对他的评价为：“中国共产党的优秀党员、忠诚的共产主义战士”。